# Codonanthe carnosa
Codonanthe carnosa är en tvåhjärtbladig växtart som först beskrevs av George Gardner, och fick sitt nu gällande namn av Johannes von Hanstein. Codonanthe carnosa ingår i släktet Codonanthe och familjen Gesneriaceae. Inga underarter finns listade i Catalogue of Life.